# Миопатия
Миопа́тия (от др.-греч. μῦς «мышца» + πάθος «болезнь, страдание») — хронические прогрессирующие нервно-мышечные заболевания, характеризующиеся первичным поражением мышц.

## Классификация
В настоящее время существуют разные классификации. Более ранней была клиническая классификация нервно-мышечных заболеваний, которые ранее все считались болезнью мышц. В рамках этой классификации выделяли конечностно-поясную, лице-плече-лопаточную, гумеро-тибиальную, и другие виды. Чёткой клинической классификации нервно-мышечным заболеваниям и миопатиям в частности сейчас нет, но до сих пор широко используются исторически сложившиеся и закреплённые за некоторыми заболеваниями.
Возникновение патогенетической классификации связано с появлением новых знаний о том, что миодистрофии могут возникать вследствие множественного поражения нервов, вследствие нарушения обменных процессов, токсических воздействий, воспалительных процессов, породило деление на первично-мышечные заболевания, невральные амиотрофии и др. Патогенетическая классификация миопатии с развитием науки становится все детальней, и сейчас учёные стремятся указывать в диагнозе поражённый белок (например, кальпаинопатия, титинопатия и др.). Уточнение дефектного белка позволяет также предположить и установить мутацию.
Необходимо разделять наследственные и приобретённые миопатии. Анамнез наследственных миопатий содержит более или менее чёткие указания на наличие заболевания у родственников, хотя это не обязательно. Примеры наследственных миопатий: дистрофические миопатии (миопатия Дюшенна и др.), митохондриальные миопатии, болезни накопления (болезнь Помпе и др.).
Патогенез различных видов миопатий различен, в зависимости от поражённого гена и даже локуса. Нарушение синтеза структурных белков миофибрилл приводит к появлению дистрофических миопатий (или дистрофические миодистрофии — ДМД. Например, ДМД Дюшенна, конечностно-поясные миодистрофии и др.). Нарушение синтеза или снижение активности ферментов приводят к появлению болезней накопления. В любом случае рано или поздно появятся основные проявления миопатии (как и других нервно-мышечных заболеваний): мышечная слабость и атрофия мышц.

## Патогенез
Патогенез различных видов миопатий различен, в зависимости от поражённого гена и даже локуса.

## Диагностика
Существует множество форм миопатий, отличающихся возрастом дебюта заболевания, тяжестью течения и преимущественным поражением тех или иных групп мышц. Сложность диагностики некоторых заболеваний заключается в том, что эти заболевания редки, а также в том, что даже в пределах одной нозологии имеется широкая вариабельность симптомов.
Диагноз ставится на основании
- клинических проявлений (слабость мышц, их похудение)
- Данных ЭМГ (миопатический паттерн на игольчатой ЭМГ)
- КФК плазмы крови (повышение до десятков и сотен верхней границ нормы)
- МРТ мышц (картина жирового или соединительно-тканного перерождения мышц, характерное для какого-либо заболевания распределение поражения мышц)
- Биопсия нервно-мышечного лоскута. Более информативно использование криосрезов биоптатов, но и за рубежом чаще, а в России почти всегда используется обычный способ приготовления препаратов. Можно выделить:
  - Простая микроскопия с окраской.
  - иммуногистохимическое исследование.
- в некоторых случаях необходимо применять специальные анализы крови на наличие определённых ферментов (болезнь Помпе)

## Дифференциальная диагностика
В дифференциальный диагноз входят нервно-мышечные заболевания другого генеза (невральные, спинальные мышечные атрофии), травматические поражения мышц и нервов, воспалительные мышечные заболевания, а также широкий дифференциальный диагноз миопатий друг c другом.

## Лечение
В настоящее время радикального лечения таких заболеваний не существует, однако разрабатываются методы генной и клеточной терапии, а для миопатии в рамках болезни накопления — заместительная терапия. В 2014 году  Европейский Комитет по лекарственным препаратам для человека (CHMP) разрешил регистрацию препарата Трансларна (Translarna), или аталурен (ataluren), для лечения мышечной дистрофии Дюшена.